# Mayu Shidochi
Mayu Shidochi (jap. 志土地 真優, Shidochi Mayu; geb. Mayu Mukaida, jap. 向田 真優, Mukaida Mayu; * 22. Juni 1997 in Yokkaichi, Präfektur Mie, Japan) ist eine japanische Ringerin. Sie ist dreifache Weltmeisterin in der Gewichtsklasse bis 55 kg Körpergewicht (2016, 2018 und 2022) und gewann 2021 in Tokio eine olympische Goldmedaille in der  53-kg-Klasse.

## Werdegang
Mayu Mukaida begann als Kind zunächst mit Karate, wechselte aber bald zum Ringen und wurde Mitglied im Yokkaichi Junior Wrestling Club. Als hochtalentierte Ringerin erzielte sie schon im Juniorenalter hervorragende Ergebnisse. Sie wurde deshalb vom japanischen Ringerverband an die Japanese Olympias Committee's Elite Academy nach Tokio delegiert.
Nach mehreren japanischen Meistertiteln in den Juniorenklassen und beim Hochschulringen wurde sie 2013 japanische Vizemeisterin bei den Frauen in der Gewichtsklasse bis 51 kg Körpergewicht hinter Yu Miyahara. Nach einem 4. Platz 2014 und einem 3. Platz 2015 bei der japanischen Meisterschaft wurde sie 2016 erstmals japanische Meisterin vor Yu Miyahara. Diese Erfolge erreichte sie jeweils in der Gewichtsklasse bis 53 kg Körpergewicht.
Auf internationaler Ebene wurde sie 2012 und 2013 jeweils Junioren-Weltmeisterin in der Altersgruppe der Cadets in der Gewichtsklasse bis 52 kg. 2014 siegte sie auch bei der Jugend-Olympiade in Nanjing in der gleichen Gewichtsklasse. Im Januar 2015 bestand Mayu Mukaida auch ihre Feuertaufe im internationalen Frauenringen. Sie belegte bei dem mit hochgradigen Ringerinnen besetzten „Iwan-Yarigin“-Grand-Prix in Krasnojarsk in der Gewichtsklasse bis 53 kg einen hervorragenden 2. Platz. Im Juli 2015 wurde sie asiatische Juniorenmeisterin (Gewichtsklasse bis 55 kg) und im August 2016 Junioren-Weltmeisterin in der gleichen Gewichtsklasse.
Bei den Olympischen Spielen 2016 in Rio de Janeiro setzte der japanische Ringerverband auf die bewährten Kräfte Saori Yoshida (bis 53 kg) und Kaori Icho (bis 58 kg). Im Dezember 2016 wurde Mayu Mukaida aber in Budapest in der nicht-olympischen Gewichtsklasse bis 55 kg an den Start geschickt. Sie holte sich dort mit Siegen über Sarah Hildebrandt, USA, Ramona Galambos, Ungarn, Aiym Abdildina, Kasachstan und Irina Ologonowa, Russland ihren ersten Weltmeistertitel bei den Frauen.
Im Juni 2017 qualifizierte sich Mayu Mukaida beim Meji-Cup in Tokio in der Gewichtsklasse bis 53 kg mit einem Turniersieg vor Yu Miyahara, Yuri Yonamine und Yuka Yago für die bevorstehende Weltmeisterschaft. Bei der Weltmeisterschaft 2017 in Paris hatte sie eine schwere Auslosung. Sie besiegte nacheinander Pak Yong-mi aus Nordkorea, Irina Husjak aus der Ukraine, Stalwira Orschusch aus Russland und Roksana Zasina aus Polen. Im Finale unterlag sie gegen die Belarussin Wanessa Kaladschinskaja knapp nach Punkten und wurde damit „nur“ Vize-Weltmeisterin. Bei der japanischen Meisterschaft, die im Dezember des Jahres stattfand, gewann sie den Titel in der Gewichtsklasse bis 55 kg vor Saki Igarashi, Arisa Tanaka und Momoka Kadoya.
Im März 2018 stand Mayu Mukaida beim Mannschafts-Welt-Cup in Takasaki in der japanischen Mannschaft, die im Finale China mit 6:4 schlug. Sie selbst besiegte dabei in der Gewichtsklasse bis 55 kg ihre chinesische Gegnerin Xie Mengyu.
Für die Teilnahme an der Weltmeisterschaft 2018 qualifizierte sich Mayu Mukaida durch den Sieg beim Meiji-Cup im Juni 2018 in Tokio. Dieser Cup ist ein Herausforderungsturnier, zu dem die vier bestplatzierten Ringerinnen der japanischen Meisterschaft des Vorjahres geladen werden. Sie siegte dort vor Saki Igarashi. Wenig später siegte sie auch bei den China-Open in Wenzhou in der Gewichtsklasse bis 55 kg vor Zhang Qi aus China. Bei der Weltmeisterschaft im Oktober 2018 in Budapest trat sie bestens vorbereitet an und wurde in ihrer Gewichtsklasse mit Siegen über Lenka Hockova Martinkova, Tschechien, Jong Myong-suk, Nordkorea, Sofia Mattsson, Schweden, gegen die sie nur knapp mit 6:4 techn. Punkten siegte, Zhang Qi und Salina Sidakowa, Belarus, die sie im Finale vorzeitig besiegte (12:2 techn. Punkte), nach 2016 zum zweiten Mal Weltmeisterin.
Bei der Asienmeisterschaft 2019 in Xi’an, China, musste Mayu Mukaida im Finale gegen die Nordkoreanerin Pak Yong-Mi eine knappe 3:4 Punktniederlage hinnehmen. Im Juni 2019 siegte sie bei dem für die Nominierung für die Weltmeisterschaften dieses Jahres maßgebenden Meiji-Cup in Tokio in der Gewichtsklasse bis 53 kg im Finale über die amtierende Weltmeisterin in dieser Gewichtsklasse Haruna Okuno knapp mit 2:1 Punkten. Bei der Weltmeisterschaft dieses Jahres in Nur-Sultan traf sie im Finale wieder auf die Nordkoreanerin Pak Yong-Mi, gegen die sie dabei erneut nach Punkten verlor.
2020 wurde Mayu Mukaida erneut Vize-Meisterin bei den Asienmeisterschaften. Im Finale unterlag sie Tatjana Akhmetowa-Amanschol aus Kasachstan.
2021 folgte die Teilnahme an den um ein Jahr verschobenen Olympischen Spielen in Tokio. Bei diesen konnte sie in der Gewichtsklasse bis 53 kg (Bantamgewicht) all ihre Kämpfe gewinnen und wurde nach einem 5:4-Finalsieg über die Chinesin Pang Qianyu Olympiasiegerin.
Bei den Weltmeisterschaften 2022 wechselte die nun unter dem Namen Mayu Shidochi antretende Athletin erneut in die 55-kg-Klasse. Dort gewann sie alle Kämpfe, ohne dass ihre Gegnerinnen gegen sie punkteten und wurde abermals Weltmeisterin.

## Internationale Erfolge
| Jahr | Platz | Wettbewerb                                            | Gewichtsklasse | Ergebnisse |
| ---- | ----- | ----------------------------------------------------- | -------------- | --- |
| 2012 | 1.    | Junioren-WM (Cadets) in Baku                          | bis 52 kg      | vor Luisa Niemesch, Deutschland |
| 2013 | 1.    | Junioren-WM (Cadets) in Zrenjanin                     | bis 52 kg      | vor Luisa Suleimanowa, Russland |
| 2014 | 1.    | Asiatische Junioren-Meisterschaft (Cadets) in Bangkok | bis 52 kg      | vor Xie Ya, China |
| 2014 | 1.    | Olympische Jugend-Spiele in Nanjing                   | bis 52 kg      | vor Leila Gurbanowa, Aserbaidschan, Olena Kremser, Ukraine und Habiba Tarek Fathi Attia Ismail, Ägypten                                                                           |
| 2015 | 2.    | „Iwan-Yarigin“-Grand-Prix in Krasnojarsk              | bis 53 kg      | hinter Olga Choroschawzewa, Russland, vor Nadeschda Schuschko, Belarus und Otgontsetseg Davaasuch, Mongolei                                                                       |
| 2015 | 1.    | Klippan-Lady-Open in Klippan/Schweden                 | bis 53 kg      | vor Pang Qianyu, China, Jekaterina Krasnowa, Russland und Katarzyna Krawczyk, Polen                                                                                               |
| 2015 | 1.    | Asiatische Junioren-Meisterschaft (Juniors)           | bis 55 kg      | vor Marina Sednewa, Kasachstan, Yan Nam, China und Mu Tsu-Min, Taiwan |
| 2015 | 7.    | Golden-Grand-Prix in Baku                             | bis 53 kg      | Siegerin: Helen Maroulis, USA vor Sofia Mattsson, Schweden |
| 2016 | 2.    | Klippan-Lady-Open in Klippan                          | bis 53 kg      | hinter Sofia Mattsson, vor Irina Ologonowa, Russland und Katarzyna Krawczyk |
| 2016 | 1.    | Junioren-WM (Juniors) in Macon                        | bis 55 kg      | vor Marina Sednewa, Ramona Galambos, Ungarn und Olena Kremser |
| 2016 | 1.    | WM in Budapest                                        | bis 55 kg      | nach Siegen über Sarah Hildebrandt, USA, Ramona Galambos, Aiym Abdildina, Kasachstan und Irina Ologonowa                                                                          |
| 2017 | 1.    | „Iwan-Yarigin“-Grand-Prix in Krasnojarsk              | bis 53 kg      | vor Otgontsetseg Davaasuch und Sumiya Erdenechimeg, beide Mongolei und Jekaterina Poleschtschuk, Russland                                                                         |
| 2017 | 1.    | Asienmeisterschaft in Neu-Delhi                       | bis 53 kg      | vor Jildiz Eschimowa, Kasachstan, Kim Hyung-joo, Südkorea und Jong Myong-Suk, Nordkorea                                                                                           |
| 2017 | 2.    | WM in Paris                                           | bis 53 kg      | nach Siegen über Pak Yongmi, Nordkorea, Irina Husjak, Ukraine, Stalwira Orschusch, Russland und Roksana Zasina, Polen und einer Niederlage gegen Wanessa Kaladschinskaja, Belarus |
| 2018 | 1.    | China-Open in Wenzhou                                 | bis 55 kg      | vor Zhang Qi, China, Ramona Galambos, Ungarn und Junling Quyang, China |
| 2018 | 1.    | WM in Budapest                                        | bis 55 kg      | nach Siegen über Lenka Hockova Martinkova, Tschechien, Jong Myong-Suk, Nordkorea, Sofia Mattsson, Schweden, Zhang Qi, China und Salina Sidakowa, Belarus                          |
| 2019 | 2.    | Asienmeisterschaft in Xi’an, China                    | bis 53 kg      | nach Siegen über Chiu Jo-Cih, Taiwan, Vinesh Vinesh, Indien und Pang Qianyu, China und einer Niederlage gegen Pak Yong-Mi, Nordkorea                                              |
| 2019 | 2.    | WM in Nur-Sultan                                      | bis 53 kg      | nach Siegen über Julija Blahinja, Ukraine, Vinesh Vinesh, Indien, Sarah Hildebrandt, USA und Maria Prevolaraki, Griechenland und einer Niederlage gegen Pak Yong-Mi               |
| 2020 | 2.    | Asienmeisterschaft in Neu-Delhi                       | bis 53 kg      | nach Siegen über Vinesh, Indien und Kiều Thị Ly, Vietnam sowie einer Niederlage gegen Tatjana Akhmetowa-Amanschol, Kasachstan                                                     |
| 2021 | Gold  | Olympische Spiele in Tokio                            | bis 53 kg      | nach Siegen über Joseph Essombe, Kamerun, Roksana Zasina, Polen, Bat-Otschiryn Bolortujaa, Mongolei, und Pang Qianyu, China                                                       |
| 2022 | 1.    | WM in Belgrad                                         | bis 55 kg      | nach Siegen über Elvira Kamaloğlu, Türkei, Marina Sednewa, Kasachstan, Xie Mengyu, China, Jacarra Winchester, USA, und Oleksandra Chomenez, Ukraine                               |

## Nationale Meisterschaften und Turniere
| Jahr | Platz | Wettbewerb               | Gewichtsklasse | Ergebnisse                                                    |
| ---- | ----- | ------------------------ | -------------- | ------------------------------------------------------------- |
| 2013 | 2.    | Japanische Meisterschaft | bis 51 kg      | hinter Yu Miyahara, vor Nanami Irie und Hikari Sugawara       |
| 2014 | 4.    | Japanische Meisterschaft | bis 53 kg      | hinter Saori Yoshida, Chiho Hamada und Nanami Irie            |
| 2015 | 3.    | Japanische Meisterschaft | bis 53 kg      | hinter Eri Tosaka und Nanami Irie                             |
| 2016 | 1.    | Japanische Meisterschaft | bis 53 kg      | vor Yu Miyahara                                               |
| 2017 | 1.    | Japanische Meisterschaft | bis 55 kg      | vor Saki Igarashi, Arisa Tanaka und Momoka Kadoya             |
| 2018 | 1.    | Meiji-Cup in Tokio       | bis 55 kg      | vor Saki Igarashi, Sena Nagamoto und Umi Imai                 |
| 2018 | 1.    | Japanische Meisterschaft | bis 53 kg      | vor Nanami Irie und Yuka Yago                                 |
| 2019 | 1.    | Meiji-Cup in Tokio       | bis 53 kg      | vor Haruna Okuno, Ibuki Tamuri, Nanami Irie und Miho Igarashi |
| 2022 | 1.    | Japanische Meisterschaft | bis 55 kg      | vor Moe Kiyooka und Ibuki Tamura                              |

Erläuterungen
- alle Wettbewerbe im freien Stil
- WM = Weltmeisterschaft
- Beim Meiji-Cup handelt es sich nicht um die japanische Meisterschaft, die jedes Jahr im Dezember stattfindet. Der Meiji-Cup ist ein Einladungsturnier, das immer im Juni eines Jahres stattfindet und zu dem die vier bestplatzierten Ringer bzw. Ringerinnen der japanischen Meisterschaft des Vorjahres geladen werden. Der Sieger beim Meiji-Cup vertritt dann in der Regel die japanischen Farben bei der Weltmeisterschaft oder ggfs. bei den Olympischen Spielen.

## Persönliches
Nach der Teilnahme an den olympischen Spielen 2021 gab Mayu Mukaida – nun Mayu Shidochi – die Vermählung mit ihrem Trainer Shota Shidochi bekannt, mit dem sie seit 2019 verlobt war.